# The Game Factory
Game Factory é uma distribuidora de jogos eletrônicos europeia que opera na Europa e na América do Norte, com sede em Aarhus, Dinamarca. A empresa distribuiu dentre diversos jogos, alguns baseados em Code Lyoko e em Garfield.